# Sharpay's Fabulous Adventure
Sharpay's Fabulous Adventure è un film musical commedia romantica direct-to-video statunitense del 2011, spin-off di High School Musical con protagonista Ashley Tisdale. Ambientato un anno dopo gli eventi di High School Musical 3: Senior Year (2008), il film è incentrato sulla vita di Sharpay Evans dopo il diploma e sui suoi sforzi per ottenere un ruolo in uno spettacolo di Broadway.
È stato pubblicato su Disney+ col titolo La favolosa avventura di Sharpay.

## Trama
Sharpay Evans esegue un numero di ballo al Lava Springs Country Club (Gonna Shine). Qui incontra un famoso produttore Jerry Taylor, che offre al suo cane Boi la possibilità di diventare una star nel suo ultimo spettacolo a Broadway. Sharpay convince più tardi il padre a farla trasferire a New York City per conto suo. Egli accetta titubante, ma ad una condizione: se il piano le si ritorce contro, Sharpay sarà costretta a tornare dai suoi genitori.
A New York, Sharpay viene cacciata fuori dal suo attico, perché non accettano cani. Mentre è in cerca di una soluzione, incontra Peyton che le offre un monolocale. Sharpay accetta anche se disgustata. Sharpay, Peyton e Boi vanno a fare shopping per dare al suo appartamento una nuova veste.
Mentre Peyton vede Sharpay in difficoltà, lui la porta in scena al Radio City Music Hall, che la fa sentire molto meglio. Qui incontra Neal Roberts e Samms Gill, i produttori dello show di Jerry. Quando scopre che vogliono solo Boi, lei si candida, ma solo per essere presi con un pareggio molto competitivo con Roger Elliston. Minuti più tardi, Sharpay incontra Amber Lee Adams, la star dello show. Lasciando il teatro, Sharpay viene minacciata da Roger che se lei non se ne va, ci saranno gravi conseguenze.
Più avanti nel film, Boi e la Contessa (cucciolo femminile di Roger) fuggono insieme. Sharpay e il team di Roger sono pronti a tutto per cercarli. Fortunatamente, Peyton li trova scavando attraverso un cestino.
Inconsapevolmente, Sharpay è una cameriera di Amber Lee e dà risposte a ogni suo bisogno. Sharpay scopre più tardi che Amber Lee non è tutto ciò che lei finge di essere: è egoista, vanitosa, relega a lei ogni minimo compito (come chiamarla a tarda notte perché non riesce ad arrivare a una borsa poco sopra di lei) e soprattutto non vuole avere intorno nessuno dei due cani nello show. Quindi lei e Roger inventano un piano per farla licenziare dallo show e ridicolizzarla davanti a tutti i suoi fan. Per colpa dei suoi piani Sharpay e Amber Lee vengono cacciati dal teatro, ma Roger, che nel frattempo è diventato amico di Sharpay, le dice che se lei andava via, doveva portarsi anche lui, ma lei risponde che non può e che ha vinto, e allora il ragazzino l'abbraccia e la guarda andare via con aria triste. Peyton mostra alcuni filmati ai produttori per far capire che Sharpay può essere la ragazza nello spettacolo. Prendendolo in parola, Sharpay ottiene il ruolo principale in "A Girl's Best Friend".
Sharpay accetta l'offerta solo se Boi e la Contessa dividono il ruolo di Shelby. Sharpay e Peyton si fidanzano e lei realizza finalmente il sogno di esibirsi a Broadway (The Rest Of My Life).

## Cast
- Ashley Tisdale interpreta Sharpay Evans
- Austin Butler interpreta Peyton Leverett
- Bradley Steven Perry come Roger Elliston III
- Lauren Collins interpreta Tiffani
- Cameron Goodman interpreta Amber Lee Adams
- Robert Curtis Brown interpreta Vance Evans
- Jessica Tuck interpreta la signora Evans
- Pat Mastroianni interpreta Jerry Taylor
- Alec Mapa interpreta Gill Samms
- Jack Plotnick interpreta Neal Roberts
- Shawn Byfield interpreta Trevor
- Jorge Molina interpreta il signor Gonzales
- Alessandra Cannito interpreta Lupe
- Mya Michaels interpreta la signora Gonzales

## Colonna sonora
Il 22 maggio 2010, Tisdale ha confermato che era in programma la registrazione delle canzoni per il film, riportando anche quattro brani originali presenti nel film. La colonna sonora è stata poi pubblicata con il titolo omonimo Sharpay's Fabulous Adventure. La scrittrice musicale  Amy Powers ha dichiarato sul suo sito ufficiale che Tisdale aveva registrato le canzoni My Boy and Me (Matteo Tishler/Amy Powers) e The Rest of My Life (Matteo Tishler/Amy Powers) per il film. In un comunicato stampa di Disney Channel, I'm Gonna Shine (Randy Petersen/Kevin Quinn) e New York Best Kept Secret (David Lawrence/Faye Greenberg) vengono confermati come gli altri due brani originali nel film.

## Produzione
Ashley Tisdale è la produttrice esecutiva del film, insieme a Bill Borden e Barry Rosenbush che avevano già prodotto i primi tre film di High School Musical. Nel fare l'annuncio, Gary Marsh, presidente di Disney Channels Worldwide, ha dichiarato: Con Sharpay', Ashley Tisdale ha portato ad uno dei più memorabili personaggi comici che abbiamo visto in questi anni. Questo film cattura il capitolo assolutamente perfetto successivo. L'ex attrice di High School Musical, Vanessa Hudgens ha espresso il suo interesse a comparire in un cameo nel film. Il 21 maggio 2010, tuttavia, Ashley ha rivelato a MTV che la Hudgens non sarebbe apparsa nel film perché è "troppo occupata a promuovere i film e roba del genere", ma ha annunciato che ci sarebbe stato un ospite speciale.
L'8 giugno, è stato annunciato il coinvolgimento di Austin Butler nelle riprese, così come quello di Bradley Steven Perry.
Le riprese sono iniziate il 25 maggio 2010, a Toronto, in Canada, e finite il 6 luglio.

## Distribuzione
Il film è uscito negli Stati Uniti in DVD-Video il 19 aprile 2011, vendendo nella prima settimana di uscita 234 000 copie incassando 4,1 milioni di dollari, dopo quattro settimane più di 400 000 copie vendute così incassando più di 7 milioni di dollari. Il film viene distribuito in italia sotto il brand Disney Channel Original Movie e viene trasmesso in anteprima su Disney Channel il 24 settembre 2011 e distribuito in DVD quattro giorni dopo.